# Mull of Galloway Lighthouse
Das Mull of Galloway Lighthouse, deutsch Mull-of-Galloway-Leuchtturm, ist ein Leuchtturm auf dem Kap Mull of Galloway in der schottischen Council Area Dumfries and Galloway. Die Mull of Galloway ist der südlichste Punkt und der Leuchtturm das südlichste Bauwerk Schottlands. 1972 wurde das Bauwerk in die schottischen Denkmallisten zunächst in der Kategorie B aufgenommen. Die Hochstufung in die höchste Kategorie A erfolgte 1988.

## Geschichte
Der Bau des Leuchtturms wurde 1828 nach einem Entwurf von Robert Stevenson begonnen. Die Gesamtkosten betrugen zwischen 8000 und 9000 £. Zwei Jahre später nahm der Leuchtturm seinen Betrieb auf. 1944 kollidierte ein Beaufighter bei nebligen Bedingungen mit den zugehörigen Lagergebäuden. Zwei Personen starben bei dem Unfall. Bis 1971 wurde das Leuchtfeuer mit Paraffin betrieben und schließlich für den elektrischen Betrieb umgerüstet. Seit 1988 ist der Leuchtturm unbemannt. Das Northern Lighthouse Board veräußerte 2013 die umliegenden Ländereien.
Im März 2017 fanden am Leuchtturm Dreharbeiten zum Film Keepers – Die Leuchtturmwärter statt.

## Beschreibung
Der 26 m hohe Turm gibt alle 20 Sekunden einen weißen Puls ab. Die Tragweite beträgt 28 Seemeilen (rund 52 km). Das Mauerwerk des runden Turms besteht aus Bruchstein mit Natursteineinfassungen. An den West- und Südostseiten sind jeweils drei, an der Nordostseite zwei schmale Fenster eingelassen. 114 Stufen führen auf die auskragende Galerie, welche die Laterne umgibt. An der Laterne sind dreieckige Glassegmente eingesetzt.